# Steven liebt Kino
Steven liebt Kino war ein deutsches Fernsehmagazin, das aktuelle Kino- und DVD-Neustarts thematisierte. Die Folgen wurden anfangs auf Tele 5, später bei ProSieben, Sat.1, kabel eins, sixx und ProSieben Maxx ausgestrahlt. Nachdem der namensgebende Moderator der Sendung Steven Gätjen zum ZDF wechselte, wurde die Sendung Anfang 2016 abgesetzt.

## Konzept
Moderator und Filmfan Steven Gätjen stellte in seiner Sendung in kurzen Beiträgen – aktuell in den deutschen Kinos laufende – Filme vor und gab DVD-Tipps. Abseits dieser Beiträge wurde er von der Kamera häufig zu Filmpremieren begleitet, die er moderierte, oder er traf sich zu Interviews mit deutschen Schauspielern wie Nora Tschirner oder auch mit internationalen Kinostars wie Tom Cruise. Zudem war ein Beitrag von Moviepilot ein fester Bestandteil der Sendung.

## Besondere Folgen
- In einer Folge stellte Gätjen die Redaktion der eigenen Sendung vor.
- In einer weiteren wurden die klassischen Moderationsstrecken durch ein Interview Gätjens mit Simon Verhoeven und Nilz Bokelberg ersetzt. Der übliche Vorspann wurde dabei durch eine Parodie auf den der Harald Schmidt Show ersetzt. Zudem war die Folge mit einer Laufzeit von fast einer Stunde auch außergewöhnlich lang.
- In einer weiteren Folge berichtete Gätjen von der Oscarverleihung direkt aus Los Angeles.

## Ausstrahlung
Von November 2011 bis Januar 2012 lief die Sendung immer sonntags und startete zwischen 18:20 Uhr und 18:30 Uhr auf Tele 5. Außerdem wurde die aktuelle Folge immer mehrmals in der Woche wiederholt. Zum ersten Mal am 5. Februar 2012 war das Magazin erst um 19:45 Uhr zu sehen. Die Verantwortlichen konnten mit den Einschaltquoten allerdings nicht zufriedengestellt werden, sodass die Sendung aus der Sommerpause 2012 nicht zurückkehrte. Stattdessen wurde im Januar 2013 bekannt, dass der Sender ProSieben das Magazin fortführen und ab dem 24. Februar 14 neue Folgen zeigen wird, die gegen 11:25 Uhr ausgestrahlt werden. Die Folgen sollten nächtlich auf kabel eins wiederholt werden.

## Episodenliste
| #  | Premiere   | Interviewpartner                                                        | Zentraler Film                                                          |
| -- | ---------- | ----------------------------------------------------------------------- | ----------------------------------------------------------------------- |
| 1  | 20.11.2011 |                                                                         | Breaking Dawn – Biss zum Ende der Nacht, Teil 1                         |
| 2  | 27.11.2011 | Justin Timberlake Amanda Seyfried                                       | In Time – Deine Zeit läuft ab                                           |
| 3  | 04.12.2011 | Antonio Banderas Salma Hayek                                            | Der gestiefelte Kater                                                   |
| 4  | 11.12.2011 | Tom Cruise Matthias Schweighöfer Alexandra Maria Lara                   | Mission: Impossible – Phantom Protokoll Rubbeldiekatz                   |
| 5  | 18.12.2011 |                                                                         | Sherlock Holmes: Spiel im Schatten The Ides of March – Tage des Verrats |
| 6  | 08.01.2012 | Daniel Craig Rooney Mara Nora Tschirner Elyas M’Barek                   | Verblendung Offroad                                                     |
| 7  | 15.01.2012 | Jason Segel Amy Adams Kermit, der Frosch Miss Piggy David Wnendt        | Die Muppets                                                             |
| 8  | 22.01.2012 | Michel Hazanavicius Jean Dujardin Hans Zimmer                           | The Artist                                                              |
| 9  | 29.01.2012 | Tomas Alfredson Gary Oldman Michael Herbig                              | Dame, König, As, Spion Zettl                                            |
| 10 | 05.02.2012 |                                                                         | Star Wars: Episode I – Die dunkle Bedrohung Hugo Cabret                 |
| 11 | 12.02.2012 | Moritz Bleibtreu David Kross                                            | Die vierte Macht Gefährten Das gibt Ärger                               |
| 12 | 19.02.2012 | Stefan Kurt                                                             |                                                                         |
| 13 | 26.02.2012 | Scott Orlin Brunson Green Max Zähle Stefan Gieren                       | The Help                                                                |
| 14 | 05.03.2012 | Howard Fine                                                             | John Carter – Zwischen zwei Welten Haywire                              |
| 15 | 11.03.2012 | Elyas M’Barek Josefine Preuß Bora Dagtekin Adnan Maral                  | Contraband Türkisch für Anfänger                                        |
| 16 | 18.03.2012 |                                                                         | Die Tribute von Panem – The Hunger Games                                |
| 17 | 25.03.2012 | Nikolai Makarov Matthias Schweighöfer Christian Friedel Friedrich Mücke | Russendisko Die Frau in Schwarz                                         |
| 18 | 01.04.2012 |                                                                         | Spieglein Spieglein – Die wirklich wahre Geschichte von Schneewittchen  |
| 19 | 08.04.2012 | Janin Reinhardt Taylor Kitsch Liam Neeson                               | Battleship                                                              |
| 20 | 15.04.2012 | Michelle Williams Alex Russell                                          | Home Chronicle – Wozu bist du fähig? My Week with Marilyn               |
| 21 | 22.04.2012 | Daniel Craig Javier Bardem Bérénice Marlohe                             | Skyfall Marvel’s The Avengers American Pie: Das Klassentreffen          |
| 22 | 29.04.2012 | Nicole Degner Matt Damon                                                | Wir kaufen einen Zoo                                                    |
| 23 | 06.05.2012 | Matthias Schweighöfer                                                   | Schlussmacher 21 Jump Street Dark Shadows                               |
| 24 | 13.05.2012 | Sönke Wortmann Lucie Heinze Sir Ben Kingsley                            | Das Hochzeitsvideo Der Diktator                                         |
| 25 | 20.05.2012 |                                                                         | Men in Black 3 Good for Nothing                                         |
| 26 | 27.05.2012 | Jason Statham Charlize Theron                                           | Safe – Todsicher Snow White and the Huntsman                            |
| 27 | 03.06.2012 | Simon Verhoeven Nils Bokelberg                                          |                                                                         |
| 28 | 23.02.2013 | Tom McComas                                                             |                                                                         |
| 29 | 02.03.2013 | Josh Duhamel                                                            | Hänsel und Gretel: Hexenjäger                                           |